# Albersdorf (Ebern)
Albersdorf ist ein Gemeindeteil der Stadt Ebern im unterfränkischen Landkreis Haßberge in Bayern.

## Geographie
Das Kirchdorf Albersdorf liegt circa zehn Kilometer westlich von Ebern, eingebettet zwischen den Hügeln Hart und Steinert.

## Geschichte
Albersdorf wurde vermutlich im 9. Jahrhundert besiedelt.
Erstmals erwähnt wird der Ort im Jahre 1231 in schriftlichen Aufzeichnungen, die vom Bischof von Würzburg an Hermann von Raueneck gerichtet sind. Der Name Albersdorf stammt wohl von „Adalbold“, ein Mann, der zur Gründungszeit in Albersdorf gewohnt haben dürfte. Im Namen Adalbold sind die Eigenschaften edel und kühn enthalten.

## Ehemaliges Rittergut

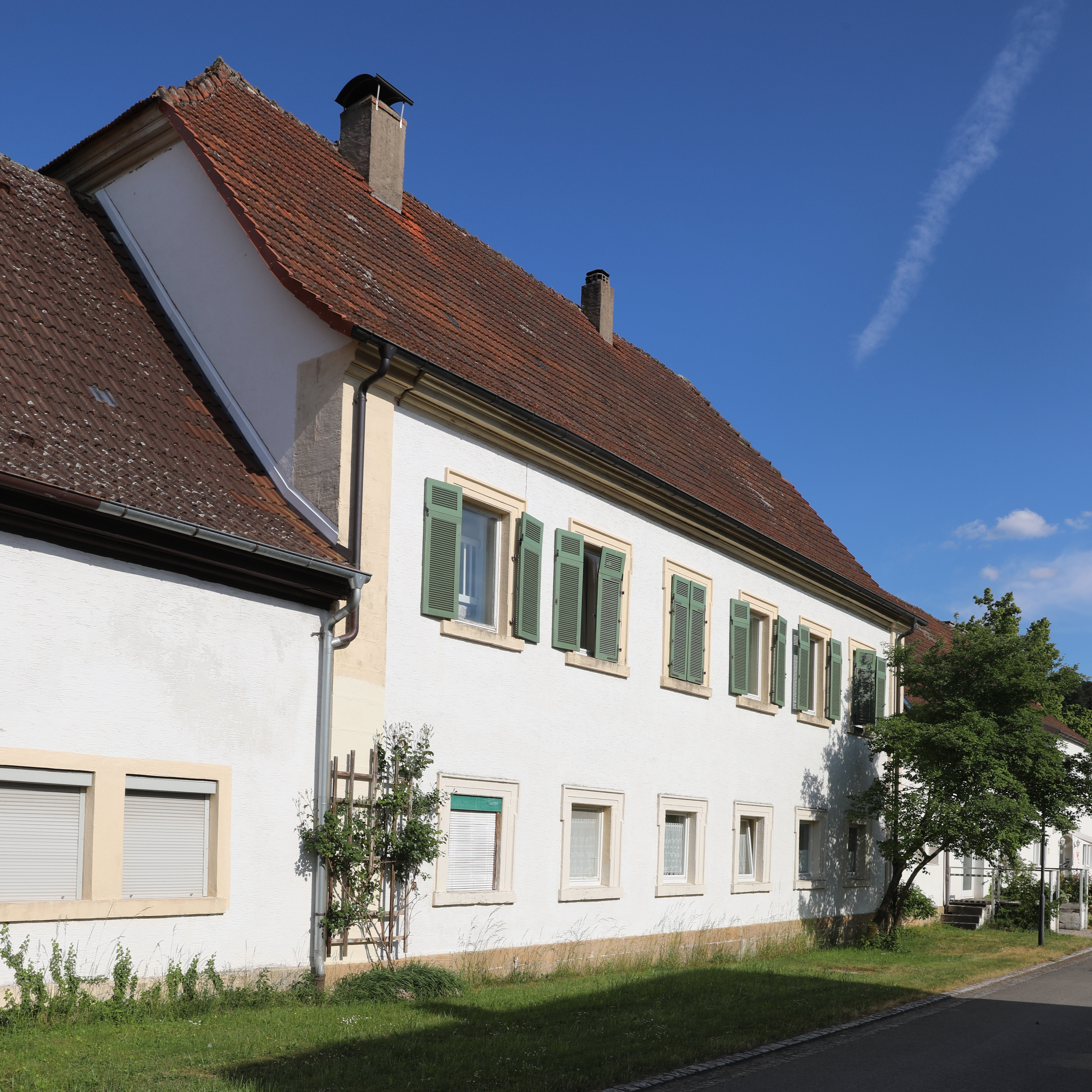
Ehemaliges Rittergut

Im Jahre 1576 erwarb Hans Fuchs zu Gleisenau das ehemalige Rittergut. Am 8. Juni 1709 kaufte der Würzburger Fürstbischof Johann Philipp von Greiffenclau zu Vollraths das Rittergut Albersdorf als „relais=Station“ zwischen Würzburg und seinem Privatbesitz in Gereuth. In den Jahren 1714 bis 1716 wurden die bestehenden Gebäude abgerissen und Haupthaus sowie Wirtschaftsgebäude samt Kirche neu erstellt. Im Jahre 1815 ging der Besitz an die jüdische Bankiersfamilie Jakob von Hirsch über. 1859 kauften die Gebrüder Adrian und Karl Prieger dem Bankhaus von Hirsch seinen fränkischen Besitz ab. Neuer Eigentümer wurde 1917 der Fabrikbesitzer August Bauer aus Selbitz. Ein Jahr später erwarb der Holzhändler Johann Georg Bäuerle aus Ölsnitz das Anwesen. Die Stadt Leipzig kaufte das Gut 1920, das sie dann im Jahre 1930 an die Familie Geiger, die aus der Gegend von Leipzig stammte, veräußerte. Die damals noch selbstständige Gemeinde Albersdorf kaufte dann im Jahre 1950 das ehemalige Rittergut, um es zu teilen. Seit 1952 ist das Anwesen größtenteils in Privatbesitz.

## Kirche

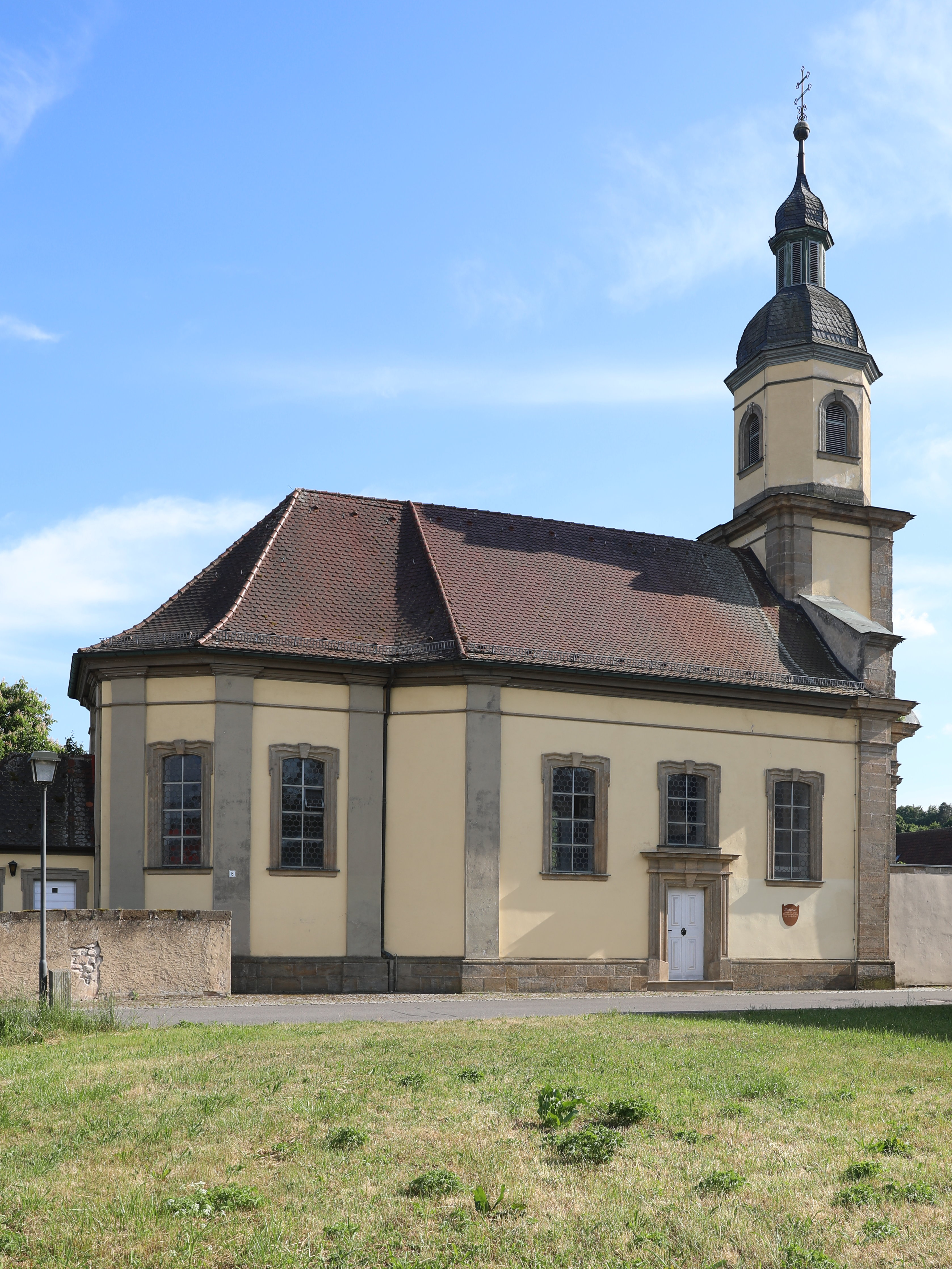
Katholische Filialkirche St. Michael

Die katholische Filialkirche St. Michael ließ der Fürstbischof Johann Philipp II. von Greiffenclau als Schlosskirche 1716 neu errichten. Am 27. September 1717 weihte sie Johann Bernhard Mayer, Weihbischof zu Würzburg, dem Heiligen Erzengel Michael.
Planung und Ausführung des wohlproportionierten spätbarocken Kirchengebäudes gehen auf den Würzburger Hofbaumeister Joseph Greissing zurück. Es handelt sich um einen geosteten Saalbau von etwa 23 auf 10 Meter mit schräg eingezogenem Chor und westlicher Einturmfassade mit Sandsteingliederungen. Der dreigeschossige, etwa 28 Meter hohe, Fassadenturm mit seiner eleganten achtseitigen Kuppel und bekrönender Laterne überragt imposant Gutsbezirk und Dorf.

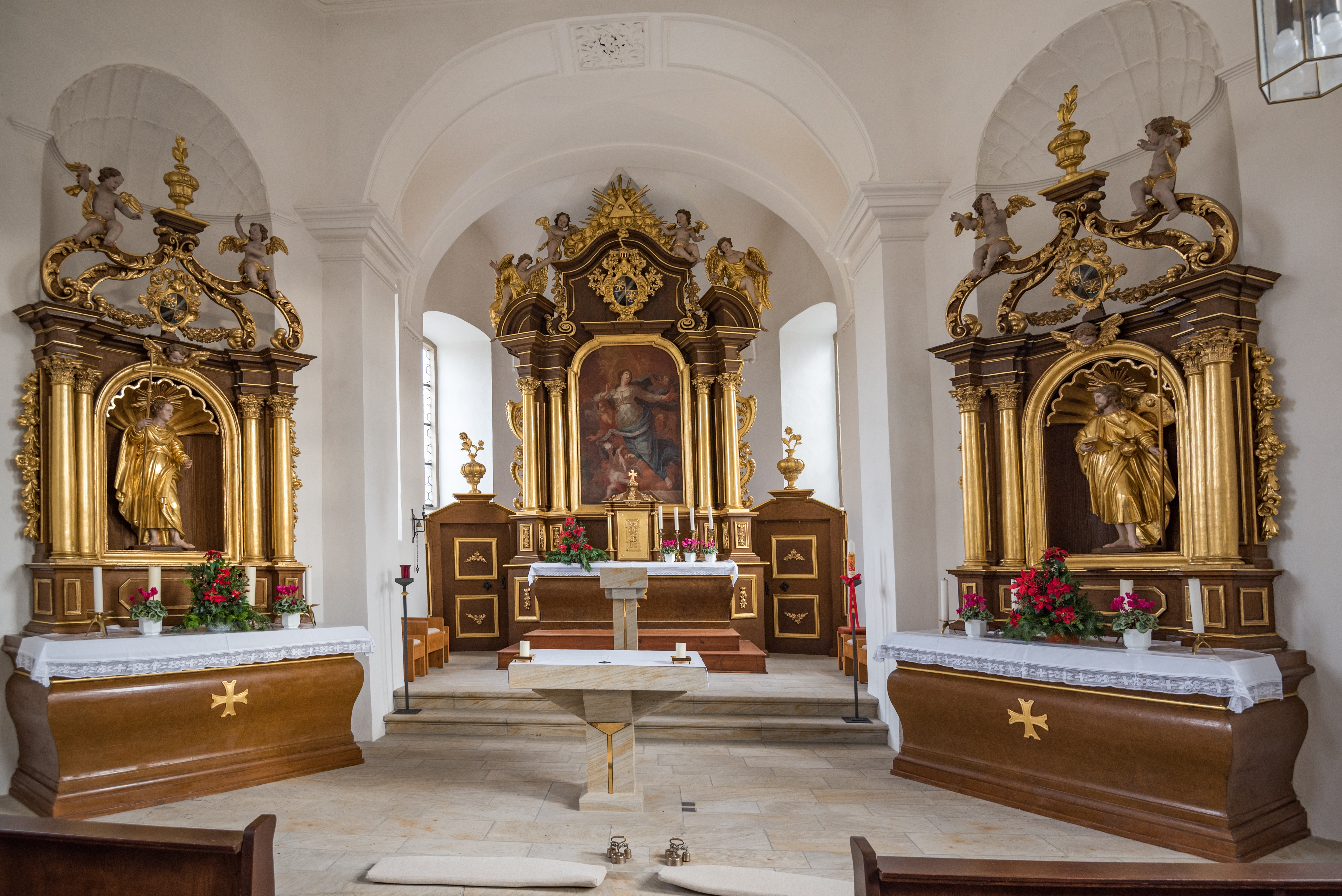
Innenansicht Albersdorfer Kirche

Im Innern zeigt der viersäulige Hauptaltar mit runden Giebelstücken als Bekrönung das Dreifaltigkeitssymbol. Darunter befindet sich das Stifterwappen Fürstbischof Greiffenclaus. Auf dem zentralen Altarbild ist Mariä Himmelfahrt dargestellt. Die beiden Seitenaltäre an den abgeschrägten Langhausecken sind jeweils in mit Muscheln stuckierte Konchen eingestellt und weisen ebenfalls das Greiffenclauwappen auf. Auch die Seitenaltäre selbst besitzen Konchen mit Muscheldekoration, jedoch von Säulen flankiert. Sie bilden den Rahmen für gefasste und zum Teil vergoldete Holzfiguren. Im rechten Altar ist St. Jakobus der Ältere als Pilger mit breitem Hut, Kürbisflasche, Stab und einer Muschel, dem Schutzabzeichen aller Pilger, dargestellt. Der linke Seitenaltar zeigt St. Philippus mit einem Kreuzstab in der linken Hand. Für die qualitätvolle Altarausstattung von 1718 zeichnet die Werkstatt des Würzburger Hofbildhauers Jakob van der Auwera verantwortlich, analog zur nahe gelegenen Schlosskirche zu Gereuth, die fast zeitgleich vom selben Stifter durch denselben Architekten errichtet wurde. Auch die hier in Albersdorf eher schlichte, aber qualitativ hochwertige, Stuckierung des Innenraums zeigt dieselbe Handschrift wie jene in Gereuth.
Vermutlich wegen baulicher Mängel musste das Turmdach schon 1872 erneuert werden. Jedenfalls stammen die heutige Turmhaube und ihre Laterne aus dieser Zeit. 1958 wurden die ausgetretenen Sandsteinfußbodenplatten erstmals ausgetauscht und ein Jahr später auch das Dach umfangreich renoviert. Im Zuge dieser Maßnahmen wurden auch die Kommunionbank und die Kanzel entfernt sowie das Kirchengestühl erneuert.
Im Jahre 1961 veranlasste die damals noch selbstständige Gemeinde Albersdorf eine Renovierung der Außenfassade und 1968 den Anbau einer Sakristei. Die Filialkirche ist seit 1976 Eigentum der Stadt Ebern. 1995 wurde eine der beiden Glocken ausgetauscht sowie eine weitere dazu erworben und im Zuge dessen auch das elektrische Läutewerk modernisiert. Die beiden neuen Glocken des nun dreistimmigen Geläuts wurden am 25. Juni 1995 durch Weihbischof Helmut Bauer geweiht.
Bei der letzten größeren Innenrenovierung erhielten die drei Altäre, die bis dahin nur eine Sparfassung aufwiesen, in Anlehnung an die „Schwesterkirche“ in Gereuth, eine edle Maserierung in der Art von Nussbaum-Wurzelholz und die Säulen wurden ganz vergoldet. Darüber hinaus bekam die Kirche auch einen neuen Volksaltar aus Albersdorfer Sandstein, der vom Würzburger Weihbischof Helmut Bauer am 1. Oktober 2005 konsekriert wurde.